# David Allan (peintre)
David Allan (13 février 1744 - 6 août 1796) est un peintre d'histoire écossais, parfois appelé le Scottish Hogarth (Hogarth écossais, en référence au célèbre peintre William Hogarth).

## Biographie
David Allan est né à Alloa, dans le district écossais de Clackmannanshire. En 1762, il termina sept années d'études réussies à l'Académie de Peinture de Foulis (Glasgow) et obtint le mécénat du comte de Cathcart (en) et du comte de Mar, sur les terres duquel il est né. Grâce au comte de Mar, il put voyager à Rome en 1764 et il y resta plusieurs années, travaillant principalement à copier les anciens maîtres. Il revint de Rome en 1777 et vécut à Londres, réalisant essentiellement des portraits. En 1780, Allan alla à Édimbourg et y devint directeur de l'Académie des Arts en 1786, lors de la mort d'Alexander Runciman.

## Œuvre

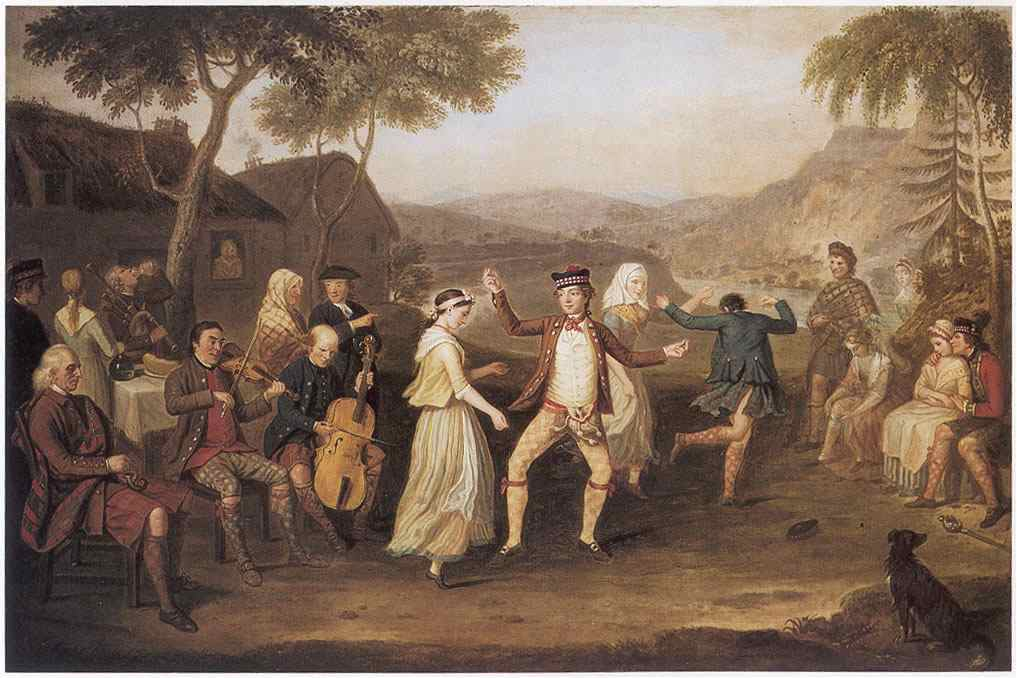
Mariage écossais, David Allan, 1780.

Parmi ses nombreux travaux personnels lors de ses années à Rome, Allan peint Origin of Portraiture (l'origine de l'art du portrait), se trouvant maintenant à la Galerie nationale d'Écosse. L'œuvre représente une domestique corinthienne dessinant l'ombre de son amant ; elle est bien connue en raison de l'excellente gravure faite par Domenico Cunego. Elle valut à Allan la Médaille d'Or de l'Académie de St Luke en 1773, pour la meilleure composition historique. Lorsqu'il dirigea l'Académie des Arts, il réalisa des peintures et gravures à l'eau-forte (par la technique d'aquatinte) ; les plus connues sont Scotch Wedding (mariage écossais), Highland Dance (danse des Highland), Repentance Stool (le tabouret du repentir) et ses Illustrations of the Gentle Shepherd (Illustrations du Doux Berger). Ces dernières œuvres étaient aussi remarquables en raison de l'humour dont elles faisaient preuve.